# Vanganel-See
Der Vanganel-See (slowenisch Vanganelsko jezero) ist ein Stausee in Istrien, der sich auf dem Territorium der slowenischen Stadt Koper in der statistischen Region Obalno-kraška befindet.
Der Name dieser 1964 errichteten wasserwirtschaftlichen Anlage leitet sich von dem nahen Ortsteil Vanganel (italienisch Vanganello), von der er nur wenige Meter entfernt südlich im angrenzenden Bergland liegt. Die wiederholt auftretenden Überschwemmungen durch den Morigla-Bach waren der Grund für seine Errichtung, weshalb der Stausee auch die Bezeichnung Pregrada Vanganel trägt. Die aktuelle Nutzung besteht in der Fischzucht, ursprünglich war auch die Bewässerung naher landwirtschaftlicher Nutzflächen geplant. Der Fischbestand umfasst beispielsweise Döbel, Graskarpfen, Hechte, Karpfen, Percoidei, Welse und Zander. Das Gewässer wird vom Anglerverein Koper betreut. Im Umfeld des Sees verläuft der Wanderweg Pot za srce  (deutsch etwa: „Der Weg für das Herz“).
Der Vanganel-See besitzt eine Flächenausdehnung von 2,5 ha und ist 18 m tief. Die Uferzonen sind dicht bewaldet.
Die wichtigsten Zuflüsse bilden die Bäche:
- Morigla – Morigla-Bach, zusammen mit dem Nebenbach Montova
- Bavški potok

Der unterhalb des Dammes ablaufende Bavški mündet beim Dorf Vanganel in die Badaševica Cornalunga, die als Semedelski kanal (Canale di Semedella) im Stadtgebiet von Koper in die Adria (Zaliv Semedela/Baia di Semedella) mündet.